# Chita Wahlroos
Chita Charlotta Maria Wahlroos, född Smedberg den 2 december 1971 i Helsingfors, är en finländsk seglare som tävlade på 1990-talet.
Wahlroos slutade på 10:e plats i europajolle vid olympiska sommarspelen 1992 i Barcelona och på 19:e plats vid OS i Atlanta 1996. Vid VM 1993 slutade hon på 8:e plats och vid EM slutade Wahlroos på 17:e plats 1991 och 5:e plats 1995. Hon vann även det nordiska mästerskapet 1994 och blev NM-trea 1993.
På klubbnivå representerade Wahlroos Helsingfors Segelklubb och Borgå Segelsällskap. Hon vann finska mästerskapet 1993.
Wahlroos har utöver seglandet jobbat som veterinär.